# NGC 2810
NGC 2810 (również PGC 26514 lub UGC 4954) – galaktyka eliptyczna (E), znajdująca się w gwiazdozbiorze Wielkiej Niedźwiedzicy. Odkrył ją William Herschel 3 grudnia 1788 roku.